# Gubbröra och pyttipanna
Gubbröra och pyttipanna är en show med After Shave och Anders Eriksson som hade premiär på Kajskjul 8 i Göteborg den 15 januari 2010. Den var After Shave och Anders Erikssons femte helkvällskrogshow och spelades fram till 2011. Medverkade gjorde även Den ofattbara orkestern.
Vad som gjorde showen unik var att det under första akten inte fanns en inrepeterad rutin, utan att dom använde sig av ett Lyckohjul för att välja ut vilka nummer som dom skulle hinna göra på drygt 60 minuter. Sedan i akt 2 så hade dom en fast rutin som dom spelade.